# Litohoř
Litohoř település Csehországban, a Třebíči járásban. Litohoř Domamil, Moravské Budějovice, Jakubov u Moravských Budějovic és Lukov településekkel határos. Lakosainak száma 557 fő (2024. január 1.).

## Népesség
A település lakosságának változását az alábbi diagram mutatja:
| Lakosok száma | 629  | 631  | 569  | 596  | 499  | 580  | 531  | 547  | 531  | 557  |
|               | 1869 | 1900 | 1921 | 1961 | 1980 | 2011 | 2016 | 2019 | 2021 | 2024 |